# Alchemilla surculosa
Alchemilla surculosa é uma espécie de rosácea do gênero Alchemilla, pertencente à família Rosaceae.